# فرديناند كيتل
فرديناند كيتل (بالألمانية: Ferdinand Kittel)‏ هو معجمي ومترجم ألماني، ولد في 7 أبريل 1832 في شرق فريزيا في ألمانيا، وتوفي في 18 ديسمبر 1903 في توبينغن في ألمانيا.